# Leilía
Leilía est un groupe musical espagnol, originaire de Galice. Formé durant l'été 1989, son nom vient d'un terme appliqué à l'utilisation rétro de chansons populaires.

## Histoire
Ils appartiennent à la génération de jeunes gens, liés à des groupes folkloriques, qui, depuis les années 1980, parcourent les villages galiciens en compilant des musiques et des danses traditionnelles. Mercedes Rodríguez, Montse Rivera et Felisa Segade faisaient partie du groupe Cantigas e Agarimos, originaire de Compostelle. Felisa a également donné des cours de chant et de danse à Cacheiras. Alí est entré en contact avec les filles Ana et Rosario Rodríguez, et c'est avec elles qu'il forme le groupe pendant l'été 1989.
En 1994, avec les résultats des collectes sur scène, ils publient leur premier disque, simplement intitulé Leilía, un album ethnographique qui a changé le panorama de la musique roots galicienne, car jusqu'alors elle était principalement associée à la cornemuse, et il n'y avait pas de groupes de pandeireteiras qui jouaient de façon autonome, séparément des groupes folkloriques. Ce premier album est suivi de quatre autres, et d'une multitude de concerts, de spectacles et de représentations, au cours d'une longue carrière de plus de trente ans. 
En 2023, lors de la tournée Vidas Cantadas, ils annoncent leurs adieux à la scène.

## Discographie
- 1994 : Leilía (DiscMedi Blau)
- 1998 : I é Verdade, I é Mentira (Virgin Records)
- 2003 : Madama (DiscMedi Blau)
- 2005 : Son de Leilía (auto-édité)
- 2011 : ConSentimento (Fol M)